# Dicallaneura praedilecta
Dicallaneura praedilecta är en fjärilsart som beskrevs av Lambertus Johannes Toxopeus 1944. Dicallaneura praedilecta ingår i släktet Dicallaneura och familjen Riodinidae. Inga underarter finns listade i Catalogue of Life.